# Tipula trichophora
Tipula trichophora är en tvåvingeart som beskrevs av Alexander 1920. Tipula trichophora ingår i släktet Tipula och familjen storharkrankar. Inga underarter finns listade i Catalogue of Life.